# اوه یه جو
اوه یه جو (کره‌ای: 오예주؛ زادهٔ ۵ اکتبر ۲۰۰۴) بازیگر و مدل اهل کره جنوبی است. او به خاطر ایفای نقش در زیر چتر ملکه (۲۰۲۲)، روی پنهان گانگنام (۲۰۲۴) و عاشق دشمنت باش (۲۰۲۴) شناخته می‌شود.

## فیلم‌شناسی

### فیلم
| سال  | عنوان  | نقش | توضیحات    | منابع |
| ---- | ------ | --- | ---------- | ----- |
| ۲۰۲۱ | اپوریا |     | فیلم مستقل | [ ۲ ] |

### مجموعه تلویزیونی
| سال  | عنوان                      | نقش               | توضیحات       | منابع         |
| ---- | -------------------------- | ----------------- | ------------- | ------------- |
| ۲۰۲۱ | دهکده ساحلی چاچاچا         | جوانی یون هه جین  |               | [ ۳ ] [ ۴ ]   |
| ۲۰۲۲ | دیگه وقت نمایشه            | جوانی گو سول هه   |               | [ ۵ ] [ ۶ ]   |
| ۲۰۲۲ | زیر چتر ملکه               | یون چونگ ها       |               | [ ۷ ] [ ۸ ]   |
| ۲۰۲۳ | دلال ازدواج                | جو یه جین         |               | [ ۹ ] [ ۱۰ ]  |
| ۲۰۲۴ | بدون سود بدون عشق          | جوانی سون هه یونگ |               | [ ۱۱ ]        |
| ۲۰۲۴ | روی پنهان گانگنام          | کانگ یه سو        |               | [ ۱۲ ] [ ۱۳ ] |
| ۲۰۲۴ | عاشق دشمنت باش             | جوانی یون جی وون  |               | [ ۱۴ ] [ ۱۵ ] |
| ۲۰۲۴ | درام ویژه: به خواهر تنهایم | یو ها نول         | درام تک قسمتی | [ ۱۱ ] [ ۱۶ ] |